# 阿邁厄島

阿邁厄島在丹麥的位置以紅色標示

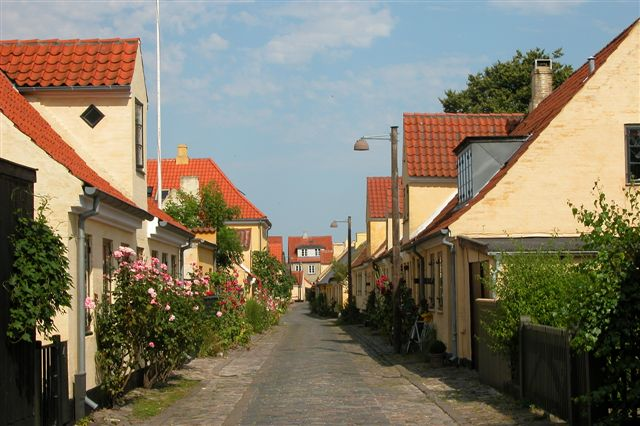

阿邁厄島（Amager），中文又译“阿瑪島”，是丹麥的島嶼，位於松德海峽，毗鄰西蘭島東岸，由首都大區負責管轄，長16.1公里、寬11.1公里，面積96.29平方公里，2010年人口171,210。

## 外部連結
- Amager Beach Park
- Amager Bio （页面存档备份，存于）

55°37′N 12°37′E / 55.617°N 12.617°E